# 国際連合安全保障理事会決議19
国際連合安全保障理事会決議19（こくさいれんごうあんぜんほしょうりじかいけつぎ19、英: United Nations Security Council Resolution 19, UNSCR19）は、1947年2月27日に国際連合安全保障理事会で採択された決議。コルフ海峡事件に関するものである。

## 概要
同決議では、この事件（特に1946年10月22日に起こった軽巡洋艦「モーリシャス」「リアンダー」、駆逐艦「ヴォラージ」「ソーマレス」の4隻で構成されるイギリス海軍の艦隊に対する攻撃、最終的にこの事故で44人が亡くなり、42人が負傷した）をめぐる英国とアルバニア間の紛争に関係する事実全てを調査し、理事会に報告するために3人のメンバーからなる小委員会を遅くとも1947年3月10日までに設立することを定めた。 
小委員会は、必要に応じて、紛争の当事者へ情報の提供を要請する権限を与えられており、英国連邦及びアルバニアの代表は小委員会の作業に支援を与えることが要請されるとした。
決議は8票の賛成で可決されたが、ポーランド、ソビエト連邦、シリアから3票の棄権が投じられた。

## 詳細
以下はその和訳。
英国とアルバニアの間で係争中のコルフ海峡での事件の検討の前段階として、
安全保障理事会は、
上記の事件に関して入手可能なすべての証拠を調査し、かかる証拠によって開示される事件の事実について、遅くとも1947年3月10日までに安全保障理事会に報告するために、3人の委員からなる小委員会を任命することを決議する。

小委員会は、必要と思われる追加情報を紛争当事者に要請する権限を有し、英国およびアルバニアの代表は、小委員会の作業においてあらゆる援助を与えるよう要請される。